# Norske kveners forbund
Norske kveners forbund/Ruijan kveeniliitto är en norsk intresseförening som bildades 1987. Den har som syfte att främja kvänernas och de finsktalandenas ställning socialt, kulturellt och ekonomiskt.
Norske kveners forbund har arbetat för få kvänerna erkända som en nationell minoritet i Norge, vilket uppnåddes 1998, samt för att få kvänska erkänt i Norge som ett eget språk. Detta uppnåddes 2005.

## Lokalföreningar
- Alta Kvenforening
- Kåfjord Kvenforening

Kainun institutti är ett nationellt centrum för kvänska språket och kulturen, som ligger i Børselv i Porsangers kommun i Finnmark.

- Nord-Varanger Kvenforening - Varenkin kvääniseura
- Nordreisa norsk-kvensk-finsk forening
- Kvænangen Qven og sjøsamisk forening
- Qvän Østland
- Ruijan kväänit – Lemmijokilaiset / Norske kvener – Lakselv
- Norske kvener Børselv / Ruijan kväänit pyssijokilaiset
- Skibotn Kvenforum
- Tana Kvenforening
- Tromssan ruijansuomalainen yhdistys/Norskfinsk forening i Tromsø
- Tromsø Kvenforening / Tromssan Kveeniyhistys
- Kvensk Kvinnenettverk - Kväänivaimot
- Kveeninuoret - Kvensk Ungdomsnettverk